# 費恩代爾 (肯塔基州)
費恩代爾（英語：Ferndale）是位於美國肯塔基州凱西縣的一個鬼鎮。

## 地理
費恩代爾所處的海拔為高於海平面361米（即1184英呎），而該地所採用的時區為UTC-5，即北美東部時區（EST）。同時該地設有夏令時間，為UTC-5調快一小時，即UTC-4（EDT）。